# Demi De Jong
Demi De Jong (Ossendrecht, 11 de febrero de 1995) es una ciclista neerlandesa que debutó como profesional en 2015 en uno de los mejores equipos ciclistas femeninos, el Boels Dolmans; tras participar en campeonaros europeos y mundiales de categorías inferiores -3.ª en el Campeonato Mundial Contrarreloj juvenil 2012 y 6.ª en el Campeonato Mundial Contrarreloj juvenil 2013-.
Tras su debut profesional comenzó a aparecer en los primeros puestos de algunas carreras, aunque la mayoría de categoría amateur.
Su hermana mayor, Thalita, también es ciclista profesional.

## Palmarés
No ha conseguido victorias como profesional.

## Resultados en Grandes Vueltas y Campeonatos del Mundo
Durante su carrera deportiva ha conseguido los siguientes puestos en las Grandes Vueltas femeninas y en los Campeonatos del Mundo en carretera:
| Carrera         | Carrera         | 2014 | 2015 | 2016 | 2017 | 2018 | 2019 | 2020 | 2021 |
| --------------- | --------------- | ---- | ---- | ---- | ---- | ---- | ---- | ---- | ---- |
|                 | Giro de Italia  | ―    | 85.ª | ―    | ―    | ―    | ―    | ―    | ―    |
|                 | Tour de l'Aude  | X    | X    | X    | X    | X    | X    | X    | X    |
|                 | Grande Boucle   | X    | X    | X    | X    | X    | X    | X    | X    |
| Mundial en Ruta | Mundial en Ruta | —    | —    | —    | —    | —    | —    | —    | —    |

―: no participa

X: ediciones no celebradas

## Equipos
- Boels-Dolmans (2014-2016)
- Parkhotel Valkenburg-Destil Cycling Team (2017)
- Lotto Soudal Ladies (2018-2019)
- Chevalmeire Cycling Team[6] (2020-2021)
  - Chevalmeire Cycling Team (2020)
  - Bingoal Casino-Chevalmeire Cycling Team (2021)
- Parkhotel Valkenburg (2022)